# Théâtre du Nord
Pour les articles homonymes, voir Théâtre du Nord (homonymie).
Le théâtre du Nord est une salle de spectacle située sur la Grand'Place de Lille en France. Le théâtre est installé dans un ancien corps de garde du XVIIIe siècle dit la Grande Garde, inscrit à l'inventaire des monuments historiques depuis le 27 juin 1925.
Ce site est desservi par la station de métro Rihour. En voiture, les parkings Grand Place et Nouveau siècle sont les plus proches.

## Historique
L'édifice a été érigé en 1717, deux ans après la mort de Louis XIV qui avait conquis la ville en 1667. Il servait alors de corps de garde pour la garnison de la ville, dont la première mission a été d'établir l'ordre. Auparavant le site abritait depuis 1550 les Nouvelles Boucheries.
Le bâtiment, comme la porte de Paris, est typique de l'architecture française de l'époque. Un soleil sculpté sur le pignon de la façade, inscrite aux monuments historiques, vient rendre hommage à Louis XIV et rappeler l'annexion de Lille par la France en 1667. On peut retrouver une représentation de cette façade dans un tableau de 1750 peint par François Watteau et exposé à l’hospice Comtesse à Lille.
Figurent également sur le pignon un écusson aux armes de Lille et une horloge
Le balcon  du premier étage est depuis cette époque le témoin de plusieurs évènements lillois. De nos jours encore, le balcon sert très fréquemment de tribune lors de manifestations diverses.
Le 6 septembre 1870, en pleine braderie de Lille, le général Achille Testelin, nommé préfet du Nord, y proclame la République.
Le 2 août 1914, le général Lebas, gouverneur de Lille, y annonce à la foule massée sur la Grand'Place le décret de mobilisation générale daté du même jour.
Après la victoire de la France lors de la coupe du monde de football de 1998, au balcon apparaissent les premiers drapeaux tricolores.

## Le théâtre
Le théâtre actuel se compose de cette façade, d'une petite salle d'une centaine de places et de la salle Roger-Salengro de 444 places, bâtie à l’arrière en 1989 en remplacement du marché couvert Saint-Nicolas de 1826, devenu entre-temps la salle Roger Salengro qui accueillit entre autres des galas de boxe et qui fut un des hauts lieux de la contestation en 1968. Il abrite les représentations du Centre Dramatique National Lille Tourcoing Hauts-de-France.
Issu de l'équipe de « la Salamandre » de Gildas Bourdet, qui rejoint la métropole lilloise en 1975, le théâtre du Nord a ensuite été dirigé par Daniel Mesguich de 1991 à 1998 puis par Stuart Seide, Christophe Rauck de 2014 à 2021, et par David Bobée depuis cette date.
En 2003, l'EpsAd, École professionnelle supérieure d'art dramatique naît à Lille. 45 jeunes acteurs sont déjà sortis de cette école étroitement liée au Théâtre du Nord. Aujourd'hui renommée École du Nord, la sixième promotion (2018-2021) y débutera à l'automne 2018.

## Programmation
En juin 2024, David Bobée présente la programmation de la saison 2024-2025 « qu'il veut engagée politiquement, appelant à contrer le RN » et à voter pour le Nouveau Front populaire. Est prévu fin février 2025 notamment Grand-peur et misère du IIIe Reich, texte de Bertolt Brecht, qui doit rappeller les engagements du théâtre « dans la lutte contre le racisme et le Rassemblement national ».